# Cerkev sv. Jakoba, Mali Vrh
Cerkev sv. Jakoba na Malem Vrhu je bila podružnična cerkev Župnije Pišece. Nahajala se je na najvišjem griču v vasi (300 mnm).

## Zgodovina
Kakor priča letnica na enem izmed zvonov, ki zaradi starosti v vojnem času ni bil rekviriran, je podružnica obstajala vsaj že leta 1689. Cerkev je bila dolga 13 metrov, široka 5,1 metra in visoka 4,8 metrov, zvonik pa je segal do višine 18,2 metra. Imela je tristrano zaključen prezbiterij, ki je  bil izoblikovan v gotski tradiciji in ga je opasoval zidec. Banjasti obok s sosvodnicami je kazal na čas 17. stoletja. Okoli leta 1800 so ladjo podaljšali za pol kornega zaključka z zvonikom. Tako se je ponavljala rešitev, ki jo je kvalitetneje izoblikovala cerkev sv. Križa v Dednji vasi.
V notranjosti so se nahajali trije oltarji. Glavni je imel na sredini podobo svetega Jakoba, na desni svetega Jožefa in na levi svetega Roka. Zgoraj sta se nahajala sveti Peter in Pavel. Stranska oltarja sta bila posvečena sveti Ani in svetemu Janezu Krstniku.
Okrog leta 1990 so se začela obnovitvena dela. Pozidana je bila nova zakristija, saj je stara odstopila od ladje. Na novo je bil narejen strop iz armiranega betona s posebnim armirano-betonskim prečnim mostom, ki je zaradi preperelosti zamenjal lesenega. Narejena je bila nova streha, zvonik je bil prebarvan, nov je tudi križ na zvoniku in strelovodi. Urejena je bila fasada, dokupljena dva zvonova ter napeljan trifazni električni tok za zvonenje. Dela so se vršila pred in med slovensko osamosvojitveno vojno, tako je zvonarna Grassmayr iz Innsbrucka na zvon napisala, da je bil kot prvi vlit za samostojno Slovenijo.
Cerkev je močno poškodoval potres v Petrinji 29. decembra 2020. Posebej kritično je bil prizadet zvonik, ki je bil že predhodno nagnjen proti ladji (proti vzhodu). Posledično se je 3. avgusta 2021 podrl in pri tem poškodoval tudi zidova cerkvene ladje. Istega leta so bile odstranjene njegove ruševine, v dneh od 27. do 29. junija 2025 pa je bil porušen še preostanek cerkve, vključno s prezbiterijem in zakristijo. Zvonova,  kakor tudi glavni oltar in sliki s stranskih oltarjev so bili prepeljani na varno.

## Galerija
- Cerkev marca 2021
- Razpoke na zvoniku, marec 2021
- Cerkev po porušenju zvonika 3. avgusta 2021
- Cerkev avgusta 2021
- Cerkev novembra 2021 z odstranjenimi ruševinami zvonika
- Cerkev avgusta 2024
- Cerkev aprila 2025 z odstranjeno streho
- Lokacija cerkve julija 2025